# Ripipteryx rivularia
Ripipteryx rivularia är en insektsart som beskrevs av Henri Saussure 1896. Ripipteryx rivularia ingår i släktet Ripipteryx och familjen Ripipterygidae. Inga underarter finns listade i Catalogue of Life.